# الدحرة
الدَحْرَة قرية تقع في معتمدية سجنان بولاية بنزرت بالشمال التونسي، على الطريق الجهوية رقم 58.

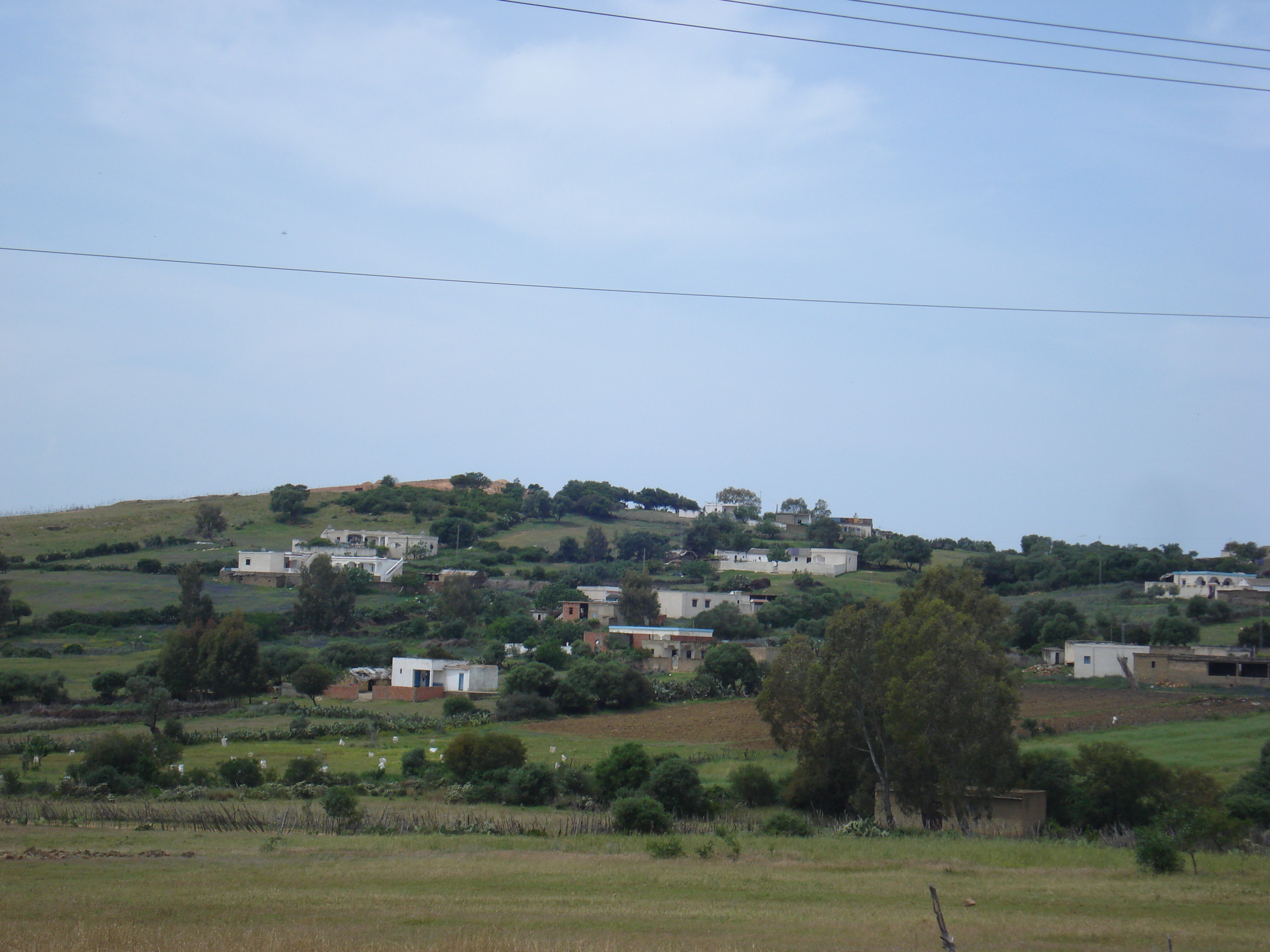
قرية الدحرة

### مواضيع ذات علاقة
- معتمدية سجنان.
- ولاية بنزرت.